# أوريول باولو
أوريول باولو (بالإسبانية: Oriol Paulo)‏ (30 يوليو 1975، برشلونة) هو مخرج وسيناريست إسباني.

## مسيرته
درس أوريول باولو التواصل السمعي البصري في جامعة بومبيو فابرا، والسينما في كلية لوس أنجلوس للسينما. وتأثر بأغاثا كريستي وألفريد هيتشكوك.
في عام 2012، كتب وأخرج فيلم الجسد، حيث تم ترشيحه لأفضل مخرج جديد في جوائز جويا، وفاز بجائزة أفضل فيلم في مهرجان باريس للأفلام السينمائية.

## أعماله
| السنة | العنوان      | النوع     | الدور        |
| ----- | ------------ | --------- | ------------ |
| 2018  | سراب         | فيلم طويل | كتابة وإخراج |
| 2017  | الضيف الخفي  | فيلم طويل | كتابة وإخراج |
| 2016  | Secuestro    | فيلم طويل | كتابة        |
| 2012  | الجسد        | فيلم طويل | كتابة وإخراج |
| 2010  | Julia's Eyes | فيلم طويل | كتابة        |
| 2002  | Eve          | فيلم قصير | كتابة وإخراج |
| 2002  | Tapes        | فيلم قصير | كتابة وإخراج |
| 2001  | El foro      | فيلم قصير | إخراج        |
| 1998  | McGuffin     | فيلم قصير | كتابة وإخراج |

## وصلات خارجية
- أوريول باولو على موقع IMDb (الإنجليزية)
- أوريول باولو على موقع روتن توميتوز (الإنجليزية)
- أوريول باولو على موقع ألو سيني (الفرنسية)
- أوريول باولو على موقع تيرنر كلاسيك موفيز (الإنجليزية)
- أوريول باولو على موقع أول موفي (الإنجليزية)
- أوريول باولو على موقع قاعدة بيانات الفيلم (الإنجليزية)
- أوريول باولو على موقع كينوبويسك (الروسية)